# Linda Tuero
Linda Tuero (née le 21 octobre 1950) est une joueuse de tennis américaine de la fin des années 1960 et début des années 1970.
En 1968, elle participe aux débuts de l'ère Open, devenant l'une des toutes premières joueuses à s'engager sur le circuit professionnel WTA.
Elle dispute ses derniers matchs en 1973, après avoir notamment atteint les quarts de finale à Roland-Garros en 1971 et remporté les Internationaux d'Italie en 1972.
Elle représente l'équipe américaine à l'occasion de la Coupe de la Fédération en 1972 et 1973.
Le 20 juillet 1975, Linda Tuero se marie à l'écrivain William Peter Blatty avec qui elle a une fille, J. T. Blatty, et dont elle divorce, puis qu'elle épouse à nouveau en troisièmes noces.

## Palmarès (partiel)

### Titres en simple dames
| No | Date       | Nom et lieu du tournoi                    | Catégorie | Dotation | Surface      | Finaliste      | Score    |          |
| -- | ---------- | ----------------------------------------- | --------- | -------- | ------------ | -------------- | -------- | -------- |
| 1  | 1968       | Western Open Championships, Cincinnati    |           | NC       | Dur (ext.)   | Tory Ann Fretz | 6-1, 6-2 |          |
| 2  | 20-07-1970 | US Clay Court Championships, Indianapolis |           | NC       | Terre (ext.) | Gail Sherriff  | 7-5, 6-1 | Parcours |
| 3  | 24-04-1972 | Italian Open, Rome                        |           | 70 800 $ | Terre (ext.) | Olga Morozova  | 6-4, 6-3 | Parcours |

### Finales en simple dames
| No | Date       | Nom et lieu du tournoi                    | Catégorie  | Dotation | Surface      | Vainqueure       | Score         |          |
| -- | ---------- | ----------------------------------------- | ---------- | -------- | ------------ | ---------------- | ------------- | -------- |
| 1  | 22-07-1969 | US Clay Court Championships, Indianapolis |            | NC       | Terre (ext.) | Gail Sherriff    | 6-2, 6-2      | Parcours |
| 2  | 02-08-1971 | Western Open Championships, Cincinnati    | Grand Prix | NC       | Dur (ext.)   | Virginia Wade    | 6-3, 6-3      |          |
| 3  | 09-08-1971 | US Clay Court Championships, Indianapolis |            | 18 000 $ | Terre (ext.) | Billie Jean King | 6-4, 7-5      | Parcours |
| 4  | 05-06-1972 | German Open Championships, Hambourg       | Grand Prix | 30 000 $ | Terre (ext.) | Helga Masthoff   | 6-3, 3-6, 8-6 | Parcours |
| 5  | 23-07-1973 | Marie O. Clark Memorial, Cleveland        | USTA Tour  | 25 000 $ | Dur (ext.)   | Chris Evert      | 6-0, 6-0      | Parcours |

### Titre en double dames
| No | Date | Nom et lieu du tournoi                | Catégorie | Surface    | Partenaire    | Finalistes             | Score    |  |
| -- | ---- | ------------------------------------- | --------- | ---------- | ------------- | ---------------------- | -------- |  |
| 1  | 1968 | Western Open Championships Cincinnati |           | Dur (ext.) | Emilie Burrer | Peggy Michel Carol Gay | 6-2, 6-3 |  |

### Finales en double dames
| No | Date       | Nom et lieu du tournoi                   | Catégorie  | Dotation | Surface      | Vainqueures                         | Partenaire      | Score     |          |
| -- | ---------- | ---------------------------------------- | ---------- | -------- | ------------ | ----------------------------------- | --------------- | --------- | -------- |
| 1  | 22-07-1969 | US Clay Court Championships Indianapolis |            | NC       | Terre (ext.) | Lesley Turner Gail Sherriff         | Emilie Burrer   | 6-0, 10-8 | Parcours |
| 2  | 05-07-1971 | Swedish Open Båstad                      | Grand Prix | NC       | Terre (ext.) | Helga Masthoff Heide Schildknecht   | Ana María Arias | 6-2, 6-1  |          |
| 3  | 09-08-1971 | US Clay Court Championships Indianapolis |            | 18 000 $ | Terre (ext.) | Judy Tegart-Dalton Billie Jean King | Julie Heldman   | 6-1, 6-2  | Parcours |

## Parcours en Grand Chelem (partiel)

### En simple dames
| Année | Championnat d'Australie Open d'Australie | Championnat d'Australie Open d'Australie | Internationaux de France | Internationaux de France | Wimbledon       | Wimbledon      | US National US Open | US National US Open |
| ----- | ---------------------------------------- | ---------------------------------------- | ------------------------ | ------------------------ | --------------- | -------------- | ------------------- | ------------------- |
| 1966  | -                                        | -                                        | -                        | -                        | -               | -              | 1er tour (1/32)     | Wendy Overton       |
| 1967  | -                                        | -                                        | -                        | -                        | -               | -              | 3e tour (1/16)      | Rosie Casals        |
| 1968  | -                                        | -                                        | -                        | -                        | -               | -              | 3e tour (1/8)       | Judy Tegart         |
| 1969  | -                                        | -                                        | 2e tour (1/16)           | Julie Heldman            | 1er tour (1/64) | Virginia Wade  | 2e tour (1/16)      | V. Ziegenfuss       |
| 1970  | -                                        | -                                        | -                        | -                        | -               | -              | 1er tour (1/32)     | Pat Walkden         |
| 1971  | -                                        | -                                        | 1/4 de finale            | Marijke Jansen           | 3e tour (1/16)  | Lesley Hunt    | 3e tour (1/8)       | Billie Jean King    |
| 1972  | -                                        | -                                        | 3e tour (1/16)           | C. Molesworth            | 2e tour (1/32)  | Patti Hogan    | 1er tour (1/32)     | Esme Emanuel        |
| 1973  | -                                        | -                                        | -                        | -                        | 1er tour (1/64) | Nathalie Fuchs | -                   | -                   |

À droite du résultat, l’ultime adversaire.

### En double dames
| Année | Championnat d'Australie Open d'Australie | Championnat d'Australie Open d'Australie | Internationaux de France    | Internationaux de France   | Wimbledon                     | Wimbledon                 | US Open                       | US Open                     |
| ----- | ---------------------------------------- | ---------------------------------------- | --------------------------- | -------------------------- | ----------------------------- | ------------------------- | ----------------------------- | --------------------------- |
| 1968  | -                                        | -                                        | -                           | -                          | -                             | -                         | 1er tour (1/8) P. Teeguarden  | Maria Bueno M. Smith        |
| 1969  | -                                        | -                                        | 3e tour (1/8) Kristy Pigeon | Gail Sherriff Rosie Darmon | 1er tour (1/32) Tory Ann      | Patti Hogan Peggy Michel  | 1/4 de finale Emilie Burrer   | M. Eisel V. Ziegenfuss      |
| 1970  | -                                        | -                                        | -                           | -                          | -                             | -                         | 1er tour (1/16) Laurie Tenney | Gail Hansen Sharon Walsh    |
| 1971  | -                                        | -                                        | 2e tour (1/16) Pam Austin   | Rosie Darmon J. Lieffrig   | 1er tour (1/32) P. Teeguarden | Rita Lauder Fay Toyne     | 2e tour (1/8) P. Teeguarden   | Helen Gourlay Kerry Harris  |
| 1972  | -                                        | -                                        | 2e tour (1/8) P. Teeguarden | Kerry Harris K. Melville   | 2e tour (1/16) P. Teeguarden  | Jenny Helliar Sandra Hole | 1er tour (1/16) M. Kroschina  | Margie Cooper Barbara Downs |
| 1973  | -                                        | -                                        | -                           | -                          | 1er tour (1/32) C. Sandberg   | C. Molesworth Penny Moor  | -                             | -                           |

Sous le résultat, la partenaire ; à droite, l’ultime équipe adverse.

### En double mixte
| Année | Championnat d'Australie Open d'Australie | Championnat d'Australie Open d'Australie | Internationaux de France   | Internationaux de France | Wimbledon                    | Wimbledon                 | US National US Open          | US National US Open         |
| ----- | ---------------------------------------- | ---------------------------------------- | -------------------------- | ------------------------ | ---------------------------- | ------------------------- | ---------------------------- | --------------------------- |
| 1966  | -                                        | -                                        | -                          | -                        | -                            | -                         | 2e tour (1/8) Zan Guerry     | Faye Urban P. Van Lingen    |
| 1968  | -                                        | -                                        | -                          | -                        | -                            | -                         | 1er tour (1/8) Jim Osborne   | Maryna Godwin Raymond Moore |
| 1969  | -                                        | -                                        | 1er tour (1/32) Zan Guerry | Irene Fraisse F. Pierson | 1er tour (1/64) Thomas Mozur | Peggy Michel Robert Lutz  | 1er tour (1/32) Bailey Brown | M. Gengler Jaime Fillol     |
| 1972  | n/a                                      | n/a                                      | -                          | -                        | 4e tour (1/8) Mike Estep     | Judy Tegart Frew McMillan | 1er tour (1/32) Peter Curtis | Sharon Walsh Mike Machette  |

Sous le résultat, le partenaire ; à droite, l’ultime équipe adverse.

## Parcours en Coupe de la Fédération
| #                                                                                 | Date       | Lieu         | Surface      | Gagnante(s)    | Perdante(s)         | Score         |          |
|                                                                                   |            |              |              |                |                     |               |          |
| 1972 - 1er tour (groupe mondial) - Rhodésie - États-Unis - 0 : 3                  |            |              |              |                |                     |               |          |
| 1                                                                                 | 20/03/1972 | Johannesburg | Dur (ext.)   | Linda Tuero    | Sally Hudson-Beck   | 6-4, 6-1      | Parcours |
|                                                                                   |            |              |              |                |                     |               |          |
| 1972 - 2e tour (groupe mondial) - Uruguay - États-Unis - 0 : 2                    |            |              |              |                |                     |               |          |
| 2                                                                                 | 21/03/1972 | Johannesburg | Dur (ext.)   | Linda Tuero    | Mary Puljak         | 6-0, 6-0      | Parcours |
|                                                                                   |            |              |              |                |                     |               |          |
| 1972 - 1/4 de finale (groupe mondial) - Pays-Bas - États-Unis - 0 : 3             |            |              |              |                |                     |               |          |
| 3                                                                                 | 23/03/1972 | Johannesburg | Dur (ext.)   | Linda Tuero    | Trudy Groenman      | 3-6, 6-1, 9-7 | Parcours |
|                                                                                   |            |              |              |                |                     |               |          |
| 1972 - 1/2 finale (groupe mondial) - Afrique du Sud - États-Unis - 2 : 1          |            |              |              |                |                     |               |          |
| 4                                                                                 | 24/03/1972 | Johannesburg | Dur (ext.)   | Brenda Kirk    | Linda Tuero         | 6-3, 6-2      | Parcours |
|                                                                                   |            |              |              |                |                     |               |          |
| 1973 - 1er tour (groupe mondial) - États-Unis - Italie - 3 : 0                    |            |              |              |                |                     |               |          |
| 5                                                                                 | 30/04/1973 | Bad Homburg  | Terre (ext.) | Linda Tuero    | Anna-Maria Nasuelli | 6-2, 6-1      | Parcours |
|                                                                                   |            |              |              |                |                     |               |          |
| 1973 - 2e tour (groupe mondial) - États-Unis - Corée du Sud - 2 : 1               |            |              |              |                |                     |               |          |
| 6                                                                                 | 02/05/1973 | Bad Homburg  | Terre (ext.) | Linda Tuero    | Lee Mi-ok           | 6-1, 7-5      | Parcours |
|                                                                                   |            |              |              |                |                     |               |          |
| 1973 - 1/4 de finale (groupe mondial) - Allemagne de l'Ouest - États-Unis - 3 : 0 |            |              |              |                |                     |               |          |
| 7                                                                                 | 04/05/1973 | Bad Homburg  | Terre (ext.) | Helga Masthoff | Linda Tuero         | 6-2, 7-5      | Parcours |